# Helga Ochoterena Booth
Helga Ochoterena Both (1964) es una botánica en el Instituto de Biología, de la Universidad Nacional Autónoma de México, en Ciudad de México, especializada en taxonomía y sistemática filogenética y biología evolutiva.

## Educación y vida tempranas
En 1991, Helga recibió su licenciatura en biología por la Facultad de Ciencias, Universidad Nacional Autónoma de México. Y, en 1994, el grado de maestría en la misma institución. En 2000, completó su Ph.D. por la LH Bailey Hortorium, Universidad de Cornell, EE. UU. Su disertación de defensa de tesis fue Systematics of Hintonia Bullock and the Portlandia complex (Rubiaceae) sobre sistemática de Hintonia Bullock y el complejo Portlandia (Rubiaceae) describiendo una revisión a la circunscripción del genus Hintonia Bullock y sus especies, sobre la base de especímenes de herbario y observaciones de campo.

## Carrera
Se ha ocupado intensamente, en su carrera, estudiando a la familia Rubiaceae, una familia de fanerógamas que incluye al cafeto. Sus áreas principales de investigación actualmente incluye taxonomía y cladística, y biología evolutiva de plantas en las familias Rubiaceae, y Fabaceae. 
Helga ha verificado 62 especímenes de herbario de isotipos y holotipos, de las siguientes especies, como se registra en JSTOR:
- Bouvardia
  - Bouvardia ferruginea, holotipo y paratipo de Bouvardia ferruginea Borhidi [familia RUBIACEAE]
  - Bouvardia lottae, paratipo e isotipo de Bouvardia lottae Borhidi [familia RUBIACEAE]
  - Bouvardia obovata, archivado como Bouvardia obovata Kunth [familia RUBIACEAE]
  - Bouvardia pedicellaris, holotipo de Bouvardia pedicellaris Borhidi [familia RUBIACEAE]
  - Bouvardia pungens, holotipo de Bouvardia pungens Borhidi [familia RUBIACEAE]
  - Bouvardia scabrida, isotipo de Bouvardia scabrida M.Martas & Galeotti [familia RUBIACEAE]
  - Bouvardia sp. archivado como Bouvardia sp. [familia RUBIACEAE]
  - Bouvardia standleyana, isotipo de Bouvardia standleyana W.H.Blackw. [familia RUBIACEAE]
  - Bouvardia tenuifolia, isotipo de Bouvardia tenuifolia Standl. [familia RUBIACEAE]
  - Bouvardia tolucana, isotipo de Bouvardia tolucana Hook. & Arn. [familia RUBIACEAE]
  - Bouvardia viminalis, dos isotipos de Bouvardia viminalis Schltdl. [familia RUBIACEAE]
- Coutarea
  - Coutarea hexandra, cuatro especímenes (incluyendo dos isosintipos) de Coutarea hexandra (Jacq.) K.Schum. grandiflora Chodat & Hassl. [familia RUBIACEAE]
- Deppea
  - Deppea longifolia, holotipo de Deppea longifolia Borhidi [familia RUBIACEAE]
  - Deppea sousae, isotipo de Deppea sousae Borhidi, M.Martínez & Cruz-Durán [familia RUBIACEAE]
- Exostema
  - Exostema caribaeum, dos especímenes archivados de Exostema caribaeum (Jacq.) Roem. & Schult. [familia RUBIACEAE]
- Hedyotis
  - Hedyotis lutea, holotipo de Hedyotis lutea Sessé & Moc. [familia RUBIACEAE]
- Hintonia
  - Hintonia latiflora, archivado como Hintonia latiflora (DC.) Bullock [familia RUBIACEAE]
- Phaseolus
  - Phaseolus buseri, holotipo de Phaseolus buseri Micheli [familia FABACEAE]
  - Phaseolus lozanii, cuatro isotipos de Phaseolus lozanii Rose [familia LEGUMINOSAE] e isotipo de Phaseolus lozanii Rose [familia FABACEAE]
- Portlandia
  - Portlandia pterosperma, tipo de Portlandia pterosperma S.Watson [familia RUBIACEAE]
- Psychotria
  - Psychotria hidalgensis, holotipo de Psychotria hidalgensis Borhidi [familia RUBIACEAE]
- Ramirezella
  - Ramirezella calcoma, tres isotipos y un holotipo de Ramirezella calcoma Ochot.-Boot & A.Delgado [familia LEGUMINOSAE]
  - Ramirezella lozanii, isotipo de Ramirezella lozanii (Rose) Piper [familia FABACEAE]
  - Ramirezella occidentalis, isolectotipo de Ramirezella occidentalis Rose [familia FABACEAE]
  - Ramirezella pringlei, dos isotipos de Ramirezella pringlei Rose [familia FABACEAE]
  - Ramirezella strobilophora, isotipo de Ramirezella strobilophora (B.L.Rob.) Rose [familia FABACEAE]
- Randia
  - Randia laevigatoides, holotipo e isotipo de Randia laevigatoides Borhidi [familia RUBIACEAE]
  - Randia mixe, holotipo de Randia mixe Borhidi & E.Martínez [familia RUBIACEAE]
  - Randia tubericollis, cuatro isotipos y un holotipo de Randia tubericollis Borhidi, E.Martínez & A.Nava [familia RUBIACEAE]
- Rondeletia
  - Rondeletia breviflora, holotipo de Arachnothryx breviflora Borhidi [familia RUBIACEAE]
  - Rondeletia cordata, holotipo de Rogiera cordata (Benth.) Planch. var. longisepala Borhidi [familia RUBIACEAE]
  - Rondeletia flocculosa, holotipo de Arachnothryx flocculosa Borhidi [familia RUBIACEAE]
  - Rondeletia hirtinervis, holotipo de Arachnothryx hirtinervis Borhidi [familia RUBIACEAE]
  - Rondeletia lineolata, holotipo de Arachnothryx lineolata Borhidi [familia RUBIACEAE]
  - Rondeletia pauciflora, holotipo de Arachnothryx pauciflora Borhidi [familia RUBIACEAE]
  - Rondeletia pulcherrima, holotipo de Javorkaea pulcherrima Borhidi [familia RUBIACEAE]
  - Rondeletia sinaloae, holotipo de Arachnothryx sinaloae Borhidi [familia RUBIACEAE]
  - Rondeletia sooiana, holotipo de Arachnothryx sooiana Borhidi [familia RUBIACEAE]
  - Rondeletia sousae, holotipo de Arachnothryx sousae Borhidi [familia RUBIACEAE]
  - Rondeletia tabascensis, holotipo de Arachnothryx tabascensis Borhidi [familia RUBIACEAE]
  - Rondeletia tenuisepala, holotipo de Arachnothryx tenuisepala Borhidi [familia RUBIACEAE]
- Vigna
  - Vigna strobilophora, dos Isotypes de Vigna strobilophora B.L.Rob. [familia FABACEAE]

## Publicaciones
Ha publicado varios artículos notables en revistas científicas. Los siguientes son los más citados, medidos por ResearchGate:
Greoninckx I, Dessein S, Ochoterena H, Persson C, Motley TJ, Ka˚rehed J, Bremer B, Huysmans S, Smets E (2009) Phylogenyof the herbaceous tribe Spermacoceae (Rubiaceae) based onplastid DNA data. Ann Missouri Bot Gard 96:109–132.
Simmons, M.P. & Ochoterena, H. (2000) Gaps as characters in sequence-based phylogenetic analyses. Systematic Biology 49: 369–381. https://doi.org/10.1093/sysbio/49.2.369
Simmons, M. P., H. Ochoterena, and J. V. Freudenstein. 2002. Amino acid vs. nucleotide charactors: challenging precon-ceived notions. Mol. Phylogenet. Evol.' 24:78–90.
Simmons, M. P., H. Ochoterena, and T. G. Carr. 2001b. Incorporation, relative homoplasy, and effect of gap cracters in sequence-basedphylogenetic analyses. Systematic Biology 50: 454–462.
- La abreviatura «Ochot.-Booth» se emplea para indicar a Helga Ochoterena Booth como autoridad en la descripción y clasificación científica de los vegetales.[5]